# کارمند بانک
کارمند بانک (انگلیسی: The Bank Clerk) یک فیلم کوتاه کمدی به کارگردانی راسکو آرباکل است که در سال ۱۹۱۹ منتشر شد و امروزه یک فیلم گمشده محسوب می‌شود.

## گزیدهٔ بازیگران
- راسکو آرباکل
- مالی مالون